# Theodor Haecker
Theodor Haecker (sinh ngày 04 tháng 06 năm 1879 tại Eberbach, Grand Duchy of Baden mất ngày 09 tháng 4 năm 1945 tại Ustersbach) là một nhà văn người đức, một dịch giả và nhà phê bình văn hóa.

Theodor Haeker

Ông là một dịch giả tiếng Đức các tác phẩm của Kierkegaard và Cardinal Newman. Ông viết một tiểu luận, "Kierkegaard and the Philosophy of Inwardness" vào năm 1913 khi mà rất ít người biết đến ông và thậm chí càng ít người hơn biết đến Kierkegaard. Sau đó ông dịch tác phẩm nổi tiếng của Newman "Grammar of Assent" và trở thành một tín đồ Công giáo La Mã vào tháng 4 năm 1921. Ông được biết đến vì sự chống đối đến cùng với chế độ đức quốc xã, tổ chức này liên tục gây sức ép nhằm giảm sự hoạt động của ông và mối quan hệ của ông với tổ chức chống Hitle, như là White Rose. Trong suốt quãng thời gian này, ông viết hầu hết các tác phẩm, bài báo quan trọng nhất của mình, được biết như là "Journal in the Night". Một số điểm trong các bài bào này là một trong số những sự phản ánh ấn tượng nhất về chủ nghĩa phát xít. Họ là những tư liệu về sự bất mãn nội tâm của một trí thức với Chủ nghĩa quốc gia. Những tác phẩm của Haecker có thể được xem như một nền tảng cơ bản cho sự chống đối của đạo Cơ Đốc với chủ nghĩa quốc gia. Ông thường xuyên có mối quan hệ với tổ chức Scholl siblings, nơi mà ông đọc những đoạn trong tác phẩm "Journal in the Night" của ông..
Vào đầu những năm 1944, nhà của Haecker bị bom phá hủy hoàn toàn trong suốt đợt thả bom tại Munich. Với việc thị lực bị suy giảm do biến chứng của bệnh tiểu đường, ông rời khỏi Munich để sống những ngày tháng cuối đời tại một ngôi làng nhỏ của Ustersbach gần Augsburg. Con gái ông thường xuyên lui tới với ông nhưng người con Reinhard, được gửi đến biên giới Nga vào đầu năm 1945, thì mất tích ít lâu sau đó. Theodor Haecker chết vào ngày 9 tháng 04 năm 1945 và được hỏa thiêu tại Ustersbach. Một nhà điêu khắc, Gerold Jäggle, đã tạc một tượng bán thân của Theodor Haecker tại một đài phun nước ở Laupheim gần Ulm để tưởng niệm ông và số tiền xây tượng do người dân quyên góp.
Trong số những bài báo của ông còn có một tập bản thảo có thể được viết vào năm 1943 và xuất bản tại Anh vào năm 1950 là "Kierkegaard The Cripple". Haecker đã đặt nghi vấn về những tuyên bố của Rikard Magnussen trong 2 tác phẩm của ông "Søren Kierkegaard seen from the Outside" và "The Special Cross" cái mà miêu tả Kierkegaard như một người gù lưng. Haecker hỏi, "Những gì là quan trọng có thể được gắn với sự che giấu cảm xúc, sự xem xét về mặt thể chất của một người mà các tác phẩm và thành tựu của họ hoàn toàn không thể hiện đúng về khía cạnh trí tuệ và tâm hồn trong kí ức, truyền thống và kinh nghiệm, như trong trường hợp của Kierkegaard?(...) Có bất kì quan điểm nào cố gắng giải thích mối quan hệ giữa tình trạng thể lực của Kierkegaard và đời sống nội tâm của ông, một cái là vật chất có thể nhìn thấy được và một cái là thuộc về linh hồn không thể nhìn thấy được?. Liệu điều này có biến một người đàn ông nội tâm thành một người hướng ngoại, và một người hướng ngoại thành một người nội tâm, cái mà chính xác là những gì mà Kierkegaard cật lực phản đối?" Tuy nhiên, Haecker tiếp tục "kiểm chứng giả thuyết rằng tâm lý của Kierkegaard bị ảnh hưởng bởi tình trạng bệnh tật của ông ấy." Haecker cố tìm hiểu sự liên quan giữa đời sống nội tâm của Kierkegaard và tình trạng bên ngoài của ông.
Alexander Dru nói về tác phẩm Journal in the Night của Haecker như sau, "Tác phẩm này, gợi nhớ về hình thức của tác phẩm Pensées của Pascal, là sự chứng minh cuối cùng của ông đối với chân lý và một sự thừa nhận về Đức tin, sự thừa nhận này là một sự đáp trả mang tính bộc phát để đáp trả lại một thời điểm trong lịch sử. Nó được viết bởi một người đàn ông mang trong mình những dự định, một phong cách tự nhiên, bằng việc tìm tòi chân lý, và được phục vụ, trong trường hợp này, cho việc tìm kiếm chân lý trong một sự thống khổ, cô đơn với sự khẩn cấp làm cho người đọc cảm thấy nghẹt thở. Trong việc mở rộng bản dịch của Dru, Jacques Maritain(thường bị đọc sai là "Jacques Maratain") được trích dẫn khi nói, "Theodor Haecker là một người đàn ông hoàn toàn nội tâm và một trí thức chính trực hiếm có – một Hiệp sĩ của niềm Tin theo cách dùng của Kierkegaard. Những tác phẩm của tín đồ Cơ đốc vĩ đại này có một giá trị vô cùng to lớn.